# Gatlingkulspruta
Gatlingkulsprutan var den första effektiva kulsprutan. Den uppfanns 1861 under amerikanska inbördeskriget av Richard J. Gatling och patenterades den 9 maj 1865. Uppfinnarens avsikt var att färre soldater skulle krävas för uppgiften och kriget därmed kunna slutföras snabbare och med mindre förluster.
Problemet med snabb skottlossning är att eldröret blir överhettat. Gatlings konstruktion löste detta genom att 4-10 pipor fastsatta på en roterande ställning avlossades i turordning medan de övriga däremellan hann svalna. Skytten drev runt ställningen med en vev. Vapnet sköt flera skott i sekunden. Originalversionen av vapnet kom inte att användas i någon större utsträckning under amerikanska inbördeskriget, men användes i många länder och krig under senare delen av 1800-talet tills den ersattes av modernare kulsprutekonstruktioner.
I modern tid har grundtanken bakom gatlingkulsprutans konstruktion med roterande pipor åter kommit till användning, bland annat i form av den så kallade minigun som används på flygplan, helikoptrar och stridsfartyg. Ett exempel på en minigun som används för understöd av marktrupp är automatkanonen GAU-8 Avenger, som används på det amerikanska attackflygplanet Fairchild A-10 Thunderbolt. I detta fall är det den extremt snabba mekanismen och den minskade risken för överhettning av eldrören man vill ha. Konstruktionen medger både högre skottfrekvens och längre skottsalvor än en konventionell kulspruta.